# Gymnothorax walvisensis
Gymnothorax walvisensis är en fiskart som beskrevs av Prokofiev 2009. Gymnothorax walvisensis ingår i släktet Gymnothorax och familjen Muraenidae. Inga underarter finns listade i Catalogue of Life.